# Боттаццо, Луиджи
Луиджи Боттаццо (итал. Luigi Bottazzo; 9 июля 1845, Пьяццола-суль-Брента, Ломбардо-Венецианское королевство — 29 декабря 1924, Падуя, Королевство Италия) — итальянский композитор, органист и музыкальный педагог.

## Биография
Родился в Пьяццола-суль-Брента 9 июля 1845 года. В девять лет ослеп в результате несчастного случая. Воспитанник Института слепых в Падуе. Получил хорошее музыкальное образование. Обучался игре на фортепиано у Джованни Андриха, игре на органе у Джакомо Карлутти и контрапункту у Мелькьорре Бальби. В пятнадцать лет дебютировал как композитор. В двадцать лет был взят на должность преподавателя гармонии, контрапункта и игры на органе в альма-матер. В 1865 году получил место органиста в церкви Святого Креста в Падуе. В феврале 1872 года получил место органиста в базилике Святого Антония, а в 1895 году был принят на должность преподавателя игры на органе в Падуанский музыкальный институт, куда его пригласил Чезаре Поллини.
Принадлежал к «цецилианскому движению» композиторов, выступавших за возвращение церковной музыке канонического звучания и отказа от более поздних наслоений. На рубеже XIX—XX веков это движение пользовалось большой популярностью в церкви. Писал главным образом камерную и церковную музыку. К камерным произведениями композитора относятся сочинения для фортепиано, для голоса и фортепиано, для скрипки и прочих инструментов, для небольшого оркестра. К церковным произведениям относятся сочинения для органа, для голоса, для хора и органа. Полсотни произведений композитора были изданы у него на родине и за рубежом при жизни автора. Однако, большая его произведений осталась не изданной.
Виртуозный органист, внёс значительный вклад в звуковую реформу органа в итальянской музыкальной среде. Вернул этому инструменту его исконное иерархическое звучание, отказавшись от подражания оркестру. В консерваториях некоторые органные произведения композитора были взяты в качестве образцов для студентов. Сам он обучил более трёхсот учеников, среди которых были Раффаэле Казимири, Пьетро Брантина, Эрменгильдо Пакканелла, Сальваторе Николози.
Из музыковедческих сочинений композитора особого внимания заслуживают «Церковный органист. Кратчайший метод для органа» (итал. L'organista di chiesa. Breve metodo per organo), «Гармония как литургический инструмент. Теоретико-практический метод» (итал. L'armonium quale strumento liturgico. Metodo teorico-pratico), «Метод хорового пения, используемый школа-канторов» (итал. Metodo di canto corale ad uso delle scholae cantorum), «Учебный план. Теоретико-практический метод обучения игре на фортепиано» (итал. L'allievo al piano. Metodo teorico-pratico per imparare a suonare il pianoforte), «Краткие понятия о музыкальных формах» (итал. Brevi nozioni sulle forme musicali), «Исследования по музыкальной периодике» (итал. Studi sulla periodologia musicale), «Теоретико-практический метод гармонии» (итал. Metodo teorico-pratico di armonia). Два последних сочинения композитора были опубликованы посмертно.
Член ряда музыкальных обществ и лауреат многочисленных премий. Глубоко религиозный человек, композитор вёл уединённый образ жизни и много трудился вплоть до самой смерти, которая наступила в Падуе 29 декабря 1924 года.

## Аудиозаписи
- Luigi Bottazzo. «Preghiera» (op. 203 № 7) — Луиджи Боттаццо. «Молитва» в исполнении органиста Роберто Дзеоллы.